# Stara Wieś (Błotnica)
Stara Wieś – część wsi Błotnica w Polsce w województwie świętokrzyskim, w powiecie koneckim, w gminie Stąporków.
W latach 1975–1998 Stara Wieś administracyjnie należała do województwa kieleckiego.